# Pascalmatris
Pascalmatris är inom matematiken en oändlig matris innehållande binomialkoefficienter, liknande Pascals triangel. Pascalmatriser kan uttryckas på tre olika sätt; som höger- eller vänstertriangulära matriser eller som en symmetrisk matris. Om man begränsar Pascalmatrisen till en matris av format 5×5 får man då dessa representationer:
Högertriangulär: {\displaystyle U_{5}={\begin{pmatrix}1&1&1&1&1\\0&1&2&3&4\\0&0&1&3&6\\0&0&0&1&4\\0&0&0&0&1\end{pmatrix}}\,\,\,}
 Vänstertriangulär: {\displaystyle L_{5}={\begin{pmatrix}1&0&0&0&0\\1&1&0&0&0\\1&2&1&0&0\\1&3&3&1&0\\1&4&6&4&1\end{pmatrix}}\,\,\,}
 Symmetrisk: {\displaystyle S_{5}={\begin{pmatrix}1&1&1&1&1\\1&2&3&4&5\\1&3&6&10&15\\1&4&10&20&35\\1&5&15&35&70\end{pmatrix}}.}
Matrisen {\displaystyle S_{n}} är helt enkelt en matris där kolonnerna är kolonnerna i Pascals triangel, men första elementet i en kolonn är det första nollskilda elementet i triangeln för motsvarande kolonn.
Man kan visa att {\displaystyle S_{n}=L_{n}U_{n}}, se att spåret av de två första matriserna är: {\displaystyle \operatorname {tr} \,U_{n}=\operatorname {tr} \,L_{n}=n\,}, samt att {\displaystyle \det S_{n}=\det L_{n}\det U_{n}=1\,}.
Man kan också se att {\displaystyle U_{n}^{T}=L_{n}}, där {\displaystyle T} står för transponat.

## Konstruktion
Pascalmatriser kan fås genom att ta matrisexponentialen av en speciell matris med särskilda element antingen i diagonalen över eller under huvuddiagonalen och nollor på alla andra platser, där elementet på rad {\displaystyle k} är {\displaystyle k}. Exempel:
{\displaystyle L_{6}=\exp {\begin{pmatrix}0&0&0&0&0&0\\1&0&0&0&0&0\\0&2&0&0&0&0\\0&0&3&0&0&0\\0&0&0&4&0&0\\0&0&0&0&5&0\end{pmatrix}}={\begin{pmatrix}1&0&0&0&0&0\\1&1&0&0&0&0\\1&2&1&0&0&0\\1&3&3&1&0&0\\1&4&6&4&1&0\\1&5&10&10&5&1\end{pmatrix}}}
och {\displaystyle U_{6}} konstrueras likartat, men matrisen som man utgår ifrån har elementen i superdiagonalen. Man kan sedan konstruera {\displaystyle S_{6}=L_{6}U_{6}}. Konstruktionen gäller för alla {\displaystyle n}, observera dock att {\displaystyle e^{A}e^{B}=e^{AB}} i allmänhet inte gäller då {\displaystyle A,B} är matriser, så man måste räkna ut två matrisexponentialer om man vill veta {\displaystyle S_{n}}, eller utnyttja att {\displaystyle U_{n}=L_{n}^{T}}.